# 黃竹坑明渠
黃竹坑明渠（英語：Staunton Creek Nullah）又稱黃竹坑渠、香葉道明渠、涌尾明渠，是香港主要明渠之一，位於香港島南區黃竹坑，起源於班納山以東與金馬倫山附近山谷的溪流，由香港仔運動場一帶開始為人工露天渠道，沿著香葉道流出香港仔避風塘（香港仔海峽）。

## 歷史

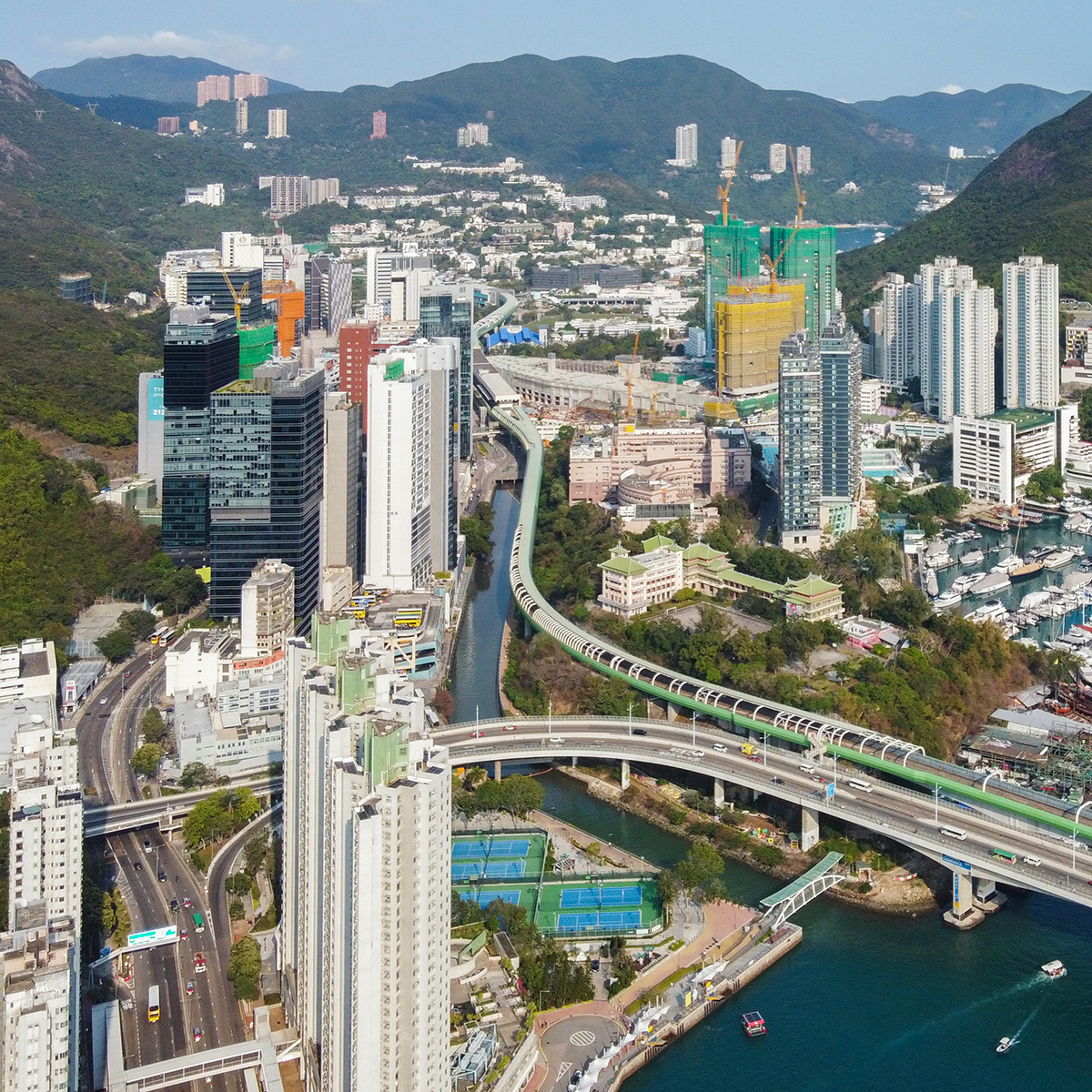
黃竹坑明渠介乎鴨脷洲橋至黃竹坑站

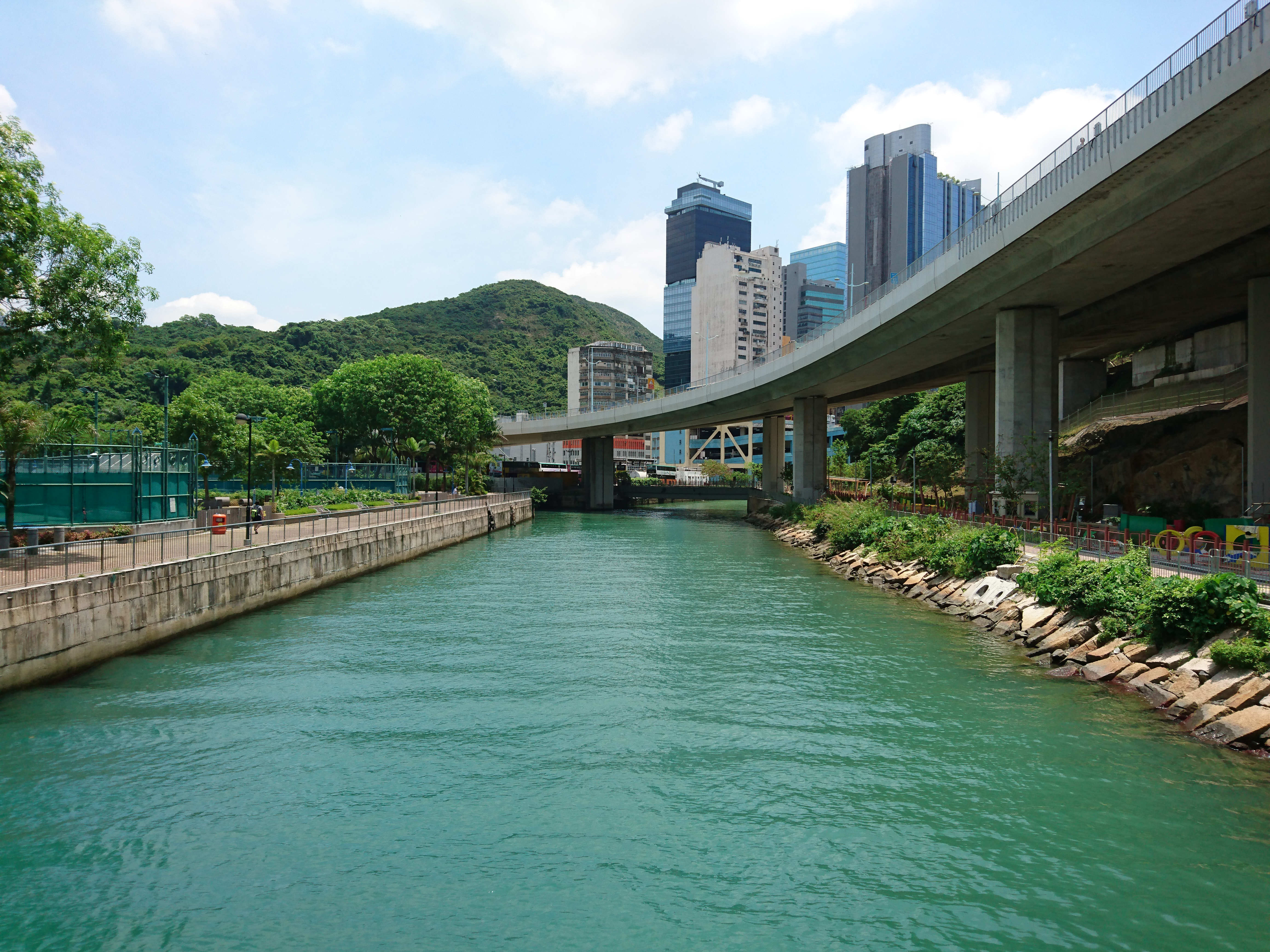
香港仔網球及壁球中心旁的黃竹坑明渠

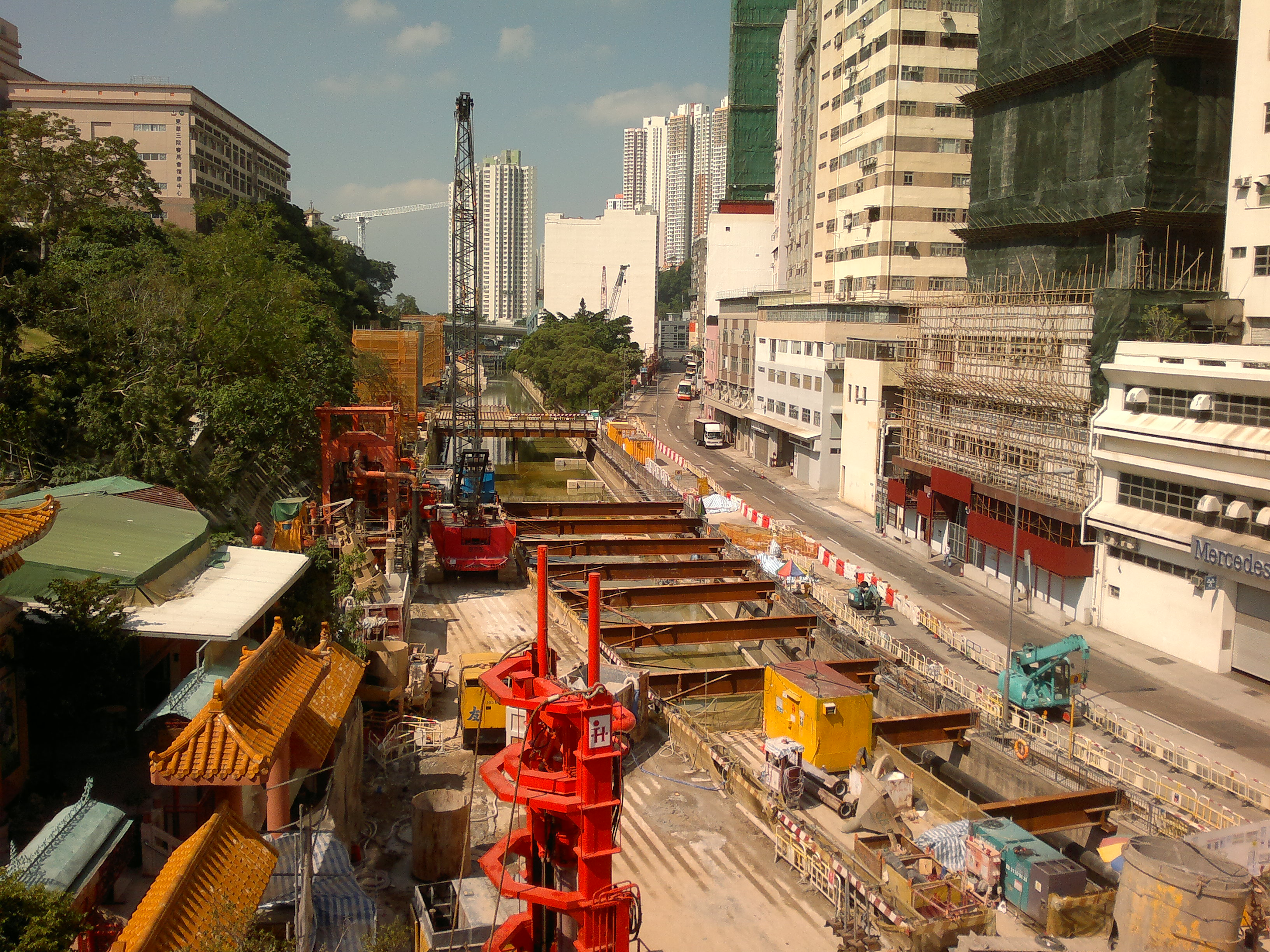
在黃竹坑明渠上的南港島綫黃竹坑站工程（2012年）

黃竹坑明渠本來為溪流，流經黃竹坑新圍（部分河道現被香港仔隧道收費廣場覆蓋），約於南朗山道與香葉道交界開始變闊，形成淺水沙泥灘，該地亦稱為涌尾。昔日該溪流兩旁編佈黃色的竹子，黃竹坑因而得名。香港地名來源的其中一個傳說，指香港村中有一條溪水，清冽甘甜，附近居民及海上船隻取作淡水飲用，稱為「香江」。雖然有指故址為今薄扶林瀑布灣附近，但以香港村的地理位置，該溪流更可能是今黃竹坑明渠。另一方面，1816年有英國艦隊途經香港補給，第三欽差大臣士丹頓（George Thomas Staunton）途經該溪流，便將溪流連同其出海口的泥灘以自己的名字，命名為 Staunton Creek（士丹頓灣）。
溪流出口處的泥灘，昔日有大量漁船在該處停泊。
1967年，香港政府決定在該處填海，使溪流出海口西延至今址，而政府亦同時興建露天渠道疏導流水，成為今日的黃竹坑明渠。填海區主要發展成為工業區，當時有些工廠會將污水直接排入黃竹坑明渠，污水至1990年代才消失。
港鐵南港島綫路經黃竹坑明渠之上，明渠中段為黃竹坑站的所在地，因此部份明渠被覆蓋成為車站及馬路。在南港島線興建前，2010年由港鐵完成的環境評估報告顯示，當時黃竹坑明渠下游有一個鷺鳥夜間棲息地，顧問建議工程避免在冬季高峰期進行，而施工時間亦限制只有日間可以進行，避免影響對鷺鳥棲息。報告亦提出在附近補種樹木，以及在營運期間使用有顏色的隔板，避免鷺鳥撞擊。報告當時預計「不會顯著影響鷺鳥的存活及繁衍的成功率」，指出全面緩解措施對鷺鳥覓食及棲息是可接受水平。不過漁護署發現黃竹坑棲息的鷺鳥於2012及2013年已經遷往大樹灣及鴨脷洲，而補種樹木的地點未能夠吸引鷺鳥棲息。

## 活化
根據香港政府2020年施政報告提出的「躍動港島南」計劃，將對涌尾明渠進行活化。政府向南區區議會提交的建議中，渠務署建議在涌尾明渠下游北岸增建行人板道，改善易行度，板道總長度450米，寬約3米，並計劃以特色欄杆取代普通欄杆設計，同時欄杆旁邊加設花槽和座椅，吸引市民停留休息。渠務署亦會全香港多區安裝特色渠蓋，直至2024年3月已經在20個地點安裝超過180個特色渠蓋，設計超過20款。渠務署同時亦對明渠的環境進行美化，將位於現時明渠的污水渠拆除，並在板道下增建污水泵喉，改善污水系統，並方便市民來往香港仔海濱及港鐵黃竹坑站，預計在2027年完成。同時，根據規劃署的建議，明渠旁邊的大王爺廟旁邊面積約1490平方米、主要用作行人通道的公共空間將重新規劃為公共廣場，利用寬闊的空間設計為不同的表演場地。署方又建議在廣場範圍內以階磚砌出水紋設計，並加設不同高度和形狀的可移動多用途裝置，提供更多座位，讓使用者可排列成不同的組合，增加公共空間的靈活性，又加入藝術元素包括壁畫增強美感。規劃署又建議美化港鐵南港島綫高架橋橋墩，以便改為區內地標。同時署方又建議位於香葉道的欄杆改為鏈條護柱，並保留消防車緊急通道。工程於2022年10月24日刊憲，並於2023年6月16日獲得授權進行。
同時，涌尾明渠上游部分圍封的維修通道將進行改善並開放予市民使用，全長15米、寬6米，以河水流入海洋作為設計主題，並增設園景美化、香港仔漁港特色、「下水水」的擺設等，打造成有特色的公共空間。
不過，2022年7月，有市民發現明渠出現污染，明渠多次出現變成奶白色。環保署表示黃竹坑明渠出現多次不同顏色的液體，署方已派員調查，並正在跟進四宗不同污染源的非法排污個案。

## 外部連結
- 渠務署：回應東方日報「功夫茶」有關覆蓋明渠的評論